# Gopo pentru cea mai bună regie
Gopo pentru cea mai bună regie este un premiu acordat în cadrul galei Premiilor Gopo.
Câștigătorii și nominalizații acestei categorii sunt:

### Anii 2000
- 2007 Corneliu Porumboiu  – A fost sau n-a fost?
  - Cătălin Mitulescu  – Cum mi-am petrecut sfârșitul lumii
  - Radu Muntean  – Hârtia va fi albastră
  - Ruxandra Zenide  – Ryna

- 2008 Cristian Mungiu  – 4 luni, 3 săptămâni și 2 zile
  - Cristian Nemescu  – California Dreamin' (Nesfârșit)

- 2009 Radu Muntean  – Boogie
  - Nae Caranfil  – Restul e tăcere
  - Radu Gabrea, Marijan d. Vajda  – Cocoșul decapitat

### Anii 2010
- 2010 Corneliu Porumboiu  – Polițist, adjectiv
  - Adrian Sitaru  – Pescuit sportiv
  - Radu Jude  – Cea mai fericită fată din lume
  - Radu Mihăileanu  – Concertul

- 2011 Florin Șerban  – Eu când vreau să fluier, fluier
  - Călin Peter Netzer  – Medalia de onoare
  - Marian Crișan  – Morgen
  - Radu Muntean  – Marți, după Crăciun
  - Răzvan Rădulescu, Melissa de Raaf  – Felicia, înainte de toate

- 2012 Cristi Puiu  – Aurora
  - Cătălin Mitulescu  – Loverboy
  - Adrian Sitaru  – Din dragoste cu cele mai bune intenții
  - Bogdan George Apetri  – Periferic

- 2013 Radu Jude  – Toată lumea din familia noastră
  - Gabriel Achim  – Visul lui Adalbert
  - Silviu Purcărete  – Undeva la Palilula
  - Tudor Giurgiu  – Despre oameni și melci

- 2014 Călin Peter Netzer  – Poziția copilului
  - Tudor Cristian Jurgiu  – Câinele japonez
  - Corneliu Porumboiu  – Când se lasă seara peste București sau Metabolism
  - Igor Cobileanski  – La limita de jos a cerului
  - Marian Crișan – Rocker

- 2015 Nae Caranfil  – Closer to the Moon
  - Corneliu Porumboiu  – Al doilea joc
  - Andrei Gruzsniczki  – Q.E.D.

- 2016 Radu Jude  – Aferim!
  - Dan Chișu  – București NonStop
  - Tudor Giurgiu  – De ce eu?
  - Radu Muntean  – Un etaj mai jos
  - Corneliu Porumboiu  – Comoara

- 2017 Cristi Puiu  – Sieranevada
  - Adrian Sitaru  – Ilegitim
  - Radu Jude  – Inimi cicatrizate
  - Bogdan Mirică  – Câini
  - Cristian Mungiu  – Bacalaureat

- 2018 Daniel Sandu  – Un pas în urma serafimilor
  - Nae Caranfil  – 6,9 pe scara Richter
  - Călin Peter Netzer  – Ana, mon amour
  - Iulia Rugină  – Breaking News
  - Adrian Sitaru  – Fixeur

- 2019 Constantin Popescu  – Pororoca
  - Andrei Crețulescu  – Charleston
  - Florin Șerban  – Dragoste 1. Câine
  - Radu Jude  – Îmi este indiferent dacă în istorie vom intra ca barbari
  - Stere Gulea  – Moromeții 2

## Anii 2020
- 2020 Corneliu Porumboiu  – La Gomera
  - Adina Pintilie  – Nu mă atinge-mă
  - Anca Damian  – Călătoria fantastică a Maronei
  - Cătălin Mitulescu  – Heidi
  - Marius Olteanu  – Monștri.

- 2021 Alexander Nanau  – Colectiv
  - Ivana Mladenovic  – Ivana cea Groaznică
  - Radu Ciorniciuc  – Acasă
  - Radu Jude  – Tipografic Majuscul

- 2022 Cristi Puiu  – Malmkrog
  - Bogdan George Apetri  – Neidentificat
  - Eugen Jebeleanu  – Câmp de maci
  - Radu Jude  – Babardeală cu bucluc sau porno balamuc
  - Ruxandra Ghițescu  – Otto barbarul

- 2023 Paul Negoescu  – Oameni de treabă
  - Alina Grigore  – Crai nou
  - Monica Stan, George Chiper-Lillemark  – Imaculat
  - Alexandru Belc  – Metronom
  - Bogdan George Apetri  – Miracol

- 2024 Tudor Giurgiu  – Libertate
  - Bogdan Mirică  – Boss
  - Cristi Puiu  – MMXX
  - Radu Jude  – Nu aștepta prea mult de la sfârșitul lumii
  - Mihai Mincan  – Spre nord

- 2025 Bogdan Mureșanu  – Anul Nou care n-a fost
  - Isabela Tent  – Alice ON & OFF
  - Stere Gulea  – Moromeții 3
  - Andrei Cohn  – Săptămâna Mare
  - Emanuel Pârvu  – Trei kilometri până la capătul lumii

## Victorii și nominalizări multiple
Următoarele persoane au câștigat premiul Gopo pentru cel mai bun regizor de mai multe ori :
| Premii câștigate | Regizor            |
| ---------------- | ------------------ |
| 3                | Corneliu Porumboiu |
| 3                | Cristi Puiu        |
| 2                | Radu Jude          |

Următoarele persoane au primit cel puțin două nominalizări la premiul Gopo pentru cel mai bun regizor:
| Nominalizări | Regizor              |
| ------------ | -------------------- |
| 8            | Radu Jude            |
| 6            | Corneliu Porumboiu   |
| 4            | Radu Muntean         |
| 4            | Adrian Sitaru        |
| 4            | Cristi Puiu          |
| 3            | Nae Caranfil         |
| 3            | Cătălin Mitulescu    |
| 3            | Călin Peter Netzer   |
| 3            | Bogdan George Apetri |
| 3            | Tudor Giurgiu        |
| 2            | Mircea Crișan        |
| 2            | Cristian Mungiu      |
| 2            | Florin Șerban        |
| 2            | Bogdan Mirică        |
| 2            | Stere Gulea          |